# Mary Astor
Mary Astor, właśc. Lucile Vasconcellos Langhanke (ur. 3 maja 1906 w Quincy, zm. 25 września 1987 w Los Angeles) – amerykańska aktorka sceniczna, filmowa i telewizyjna. Laureatka Oscara za drugoplanową rolę w filmie Wielkie kłamstwo.

## Życiorys
Jako 14-latka zwyciężyła w konkursie piękności i wkrótce podpisała kontrakt w Hollywood. Debiutowała niewielką rolą w filmie Scarecrow (1920), w kilku kolejnych latach także grała mało znaczące role. Sławę zyskała filmem Beau Brummel (1924), na którego planie nawiązała romans ze swoim ekranowym partnerem Johnem Barrymorem. Odmówiła aktorowi występów w roli Ofelii w spektaklu Hamlet, który miał być wystawiany w Nowym Jorku i Londynie, ponieważ wolała kontynuować karierę w Hollywood.
Jej kariera rozwijała się nadal po nadejściu ery filmu dźwiękowego. Wystąpiła m.in. w produkcjach: Kaprys platynowej blondynki, Man of Iron, Więzień królewski czy Sokół maltański. W 1944 odebrała Oscara dla najlepszej aktorki drugoplanowej za rolę w filmie Wielkie kłamstwo.
Od połowy lat 40. jej popularność malała, przeżywała także problemy osobiste – alkoholizm, rozwody, śmierć pierwszego męża, chorobę serca i próbę samobójczą. Zagrała łącznie w 123 filmach, jej ostatnim był Nie płacz, Charlotto (1964). Po tym filmie przeszła na emeryturę. Opublikowała dwie książki autobiograficzne.
Zmarła 25 września 1987 w wieku 81 lat, z powodu niewydolności oddechowej spowodowanej przez rozedmę płuc, w szpitalu Motion Picture House. Została pochowana na cmentarzu Holy Cross Cemetery, w Culver City.
Ma swoją gwiazdę w Hollywood Walk of Fame przy 6701 Hollywood Boulevard.

### Życie prywatne
Miała romans z aktorem Johnym Barrymore’em i dramaturgiem George’em Kaufmanem. Była zamężna z reżyserem Kenneth Hawksem, lekarzem Franklynem Thorpe’em, montażystą filmowym Manuelem del Campo (w latach 1937–1939)  i agentem giełdowym Thomasem Wheelockiem.

## Filmografia

### Filmy fabularne
- 1921: Bullets or Ballots jako Epizod (niewymieniona w czołówce)
- 1921: The Bashful Suitor jako Epizod (niewymieniona w czołówce)
- 1921: Brother of the Bear jako Epizod (niewymieniona w czołówce)
- 1921: Sentimental Tommy (sceny usunięte)
- 1921: My Lady o' the Pines jako Epizod (niewymieniona w czołówce)
- 1921: The Beggar Maid jako Chłopka / Żebraczka (niewymieniona w czołówce)
- 1921: Wings of the Border
- 1922: The Angelus jako Epizod (niewymieniona w czołówce)
- 1922: The Young Painter
- 1922: John Smith jako Irene Mason
- 1922: Hope jako Hope
- 1922: The Man Who Played God jako Młoda kobieta
- 1922: The Rapids jako Elsie Worden (niewymieniona w czołówce)
- 1923: Second Fiddle jako Polly Crawford
- 1923: Sukces (Success) jako Rose Randolph
- 1923: The Bright Shawl jako Narcissa Escobar
- 1923: Puritan Passions jako Rachel
- 1923: The Marriage Maker jako Vivian Hope-Clarke
- 1923: Woman-Proof jako Violet Lynwood
- 1923: To the Ladies Epizod (niewymieniona w czołówce)
- 1924: The Fighting Coward jako Lucy
- 1924: Beau Brummel jako Lady Margery Alvanley
- 1924: The Fighting American jako Mary O’Mallory
- 1924: Unguarded Women jako Helen Castle
- 1924: The Price of a Party jako Alice Barrows
- 1924: Inez z Hollywood (Inez from Hollywood) jako Fay Bartholdi
- 1925: Oh, Doctor! jako Dolores Hicks
- 1925: Enticement jako Leonore Bewlay
- 1925: Playing with Souls jako Margo
- 1925: Człowiek z biczem (Don Q, Son of Zorro) jako Dolores de Muro
- 1925: The Pace That Thrills jako Doris
- 1925: Scarlet Saint jako Fidele Tridon
- 1926: High Steppers jako Audrey Nye
- 1926: The Wise Guy jako Mary
- 1926: Don Juan jako Adriana della Varnese
- 1926: Forever After jako Jennie Clayton
- 1927: The Sea Tiger jako Amy Cortissos
- 1927: The Sunset Derby jako Molly Gibson
- 1927: Awantura arabska (Two Arabian Knights) jako Mirza
- 1927: Rose of the Golden West jako Elena
- 1927: The Rough Riders jako Dolly
- 1927: No Place to Go jako Sally Montgomery
- 1928: Żony marynarzy (Sailors' Wives) jako Carol Trent
- 1928: Dressed to Kill jako Jeanne
- 1928: Three-Ring Marriage jako Anna
- 1928: Serce do serca (Heart to Heart) jako Księżniczka Delatorre / Ellen Guthrie
- 1928: Dry Martini jako Elizabeth Quimby
- 1928: Romance of the Underworld jako Judith Andrews
- 1928: New Year’s Eve jako Marjorie Ware
- 1928: The Woman from Hell jako Dee Renaud
- 1928: The Runaway Bride jako Mary Gray / Sally Fairchild
- 1930: Damy kochają brutali (Ladies Love Brutes) jako Mimi Howell
- 1930: Holiday jako Julia Seton
- 1930: The Lash jako Dona Rosita Garcia
- 1931: The Royal Bed jako Księżniczka Anne
- 1931: Kobiety innych mężczyzn (Other Men’s Women) jako Lily Kulper
- 1931: Behind Office Doors jako Mary Linden
- 1931: The Sin Ship jako Frisco Kitty
- 1931: White Shoulders jako Norma Selbee
- 1931: Smart Woman jako pani Nancy Gibson
- 1931: Men of Chance jako Marthe Preston Silk
- 1932: Eskadra straceńców (The Lost Squadron) jako Follette Marsh
- 1932: Those We Love jako May Ballard
- 1932: A Successful Calamity jako Emmy 'Sweetie' Wilton
- 1932: Kaprys platynowej blondynki (Red Dust) jako Barbara Willis
- 1933: Mały olbrzym (The Little Giant) jako Ruth Wayburn
- 1933: Jennie Gerhardt jako Letty Pace
- 1933: The Kennel Murder Case jako Hilda Lake
- 1933: The World Changes jako Virginia 'Ginny' Clafflin Nordholm
- 1933: Convention City jako Arlene Dale
- 1934: Easy to Love jako Charlotte Hopkins
- 1934: Mężczyźni w niebezpiecznym wieku (Upperworld) jako pani Hettie Stream
- 1934: Return of the Terror jako Olga Morgan
- 1934: The Man with Two Faces jako Jessica Wells
- 1934: The Case of the Howling Dog jako Bessie Foley
- 1934: I Am a Thief jako Odette Mauclair
- 1935: Red Hot Tires jako Patricia Sanford
- 1935: Straight from the Heart jako Marian Henshaw
- 1935: Dinky jako pani Martha Daniels
- 1935: Page Miss Glory jako Gladys Russell
- 1935: Man of Iron jako Vida
- 1936: The Murder of Dr. Harrigan jako Lillian Cooper
- 1936: And So They Were Married jako Edith Farnham
- 1936: Trapped by Television jako Barbara 'Bobby' Blake
- 1936: Dodsworth jako pani Edith Cortright
- 1936: Lady from Nowhere jako Polly
- 1937: Więzień królewski (The Prisoner of Zenda) jako Antoinette de Mauban
- 1937: Huragan (The Hurricane) jako Madame DeLaage
- 1938: No Time to Marry jako Kay McGowan
- 1938: Paradise for Three jako pani Irene Mallebre
- 1938: There’s Always a Woman jako Lola Fraser
- 1938: Woman Against Woman jako Cynthia Holland
- 1938: Niesforna dziewczyna (Listen, Darling) jako pani Dorothy 'Dottie' Wingate
- 1939: Północ (Midnight) jako Helene Flammarion
- 1940: Turnabout jako Marion Manning
- 1940: Brigham Young jako Mary Ann Young
- 1941: Wielkie kłamstwo (The Great Lie) jako Sandra Kovak
- 1941: Sokół maltański (The Maltese Falcon) jako Brigid O’Shaughnessy
- 1942: Przez Pacyfik (Across the Pacific) jako Alberta Marlow
- 1942: Opowieść o Palm Beach (The Palm Beach Story) jako Księżniczka Centimillia
- 1943: Young Ideas jako Josephine 'Jo' Evans
- 1943: Thousands Cheer jako Hyllary Jones
- 1944: Spotkamy się w St. Louis  (Meet Me in St. Louis) jako pani Anna Smith
- 1944: Blonde Fever jako Delilah Donay
- 1946: Claudia and David jako Elizabeth Van Doren
- 1947: Fiesta jako Señora Morales
- 1947: Desert Fury jako Fritzi Haller
- 1947: Cynthia jako Louise Bishop
- 1947: Cass Timberlane jako Queenie Havock
- 1948: Akt przemocy (Act of Violence) jako Pat
- 1949: Małe kobietki (Little Women) jako Marmee
- 1949: Any Number Can Play jako Ada
- 1956: Pocałunek przed śmiercią jako pani Corliss
- 1956: Cena władzy (The Power and the Prize) jako pani George Salt
- 1957: The Devil’s Hairpin jako pani Jargin
- 1958: This Happy Feeling jako pani Tremaine
- 1959: Obcy w moich ramionach (A Stranger in My Arms) jako pani Virgilnie Beasley
- 1959: The Philadelphia Story jako Margaret Lord
- 1961: Return to Peyton Place jako pani Roberta Carter
- 1964: Youngblood Hawke jako Irene Perry
- 1964: Nie płacz, Charlotto (Hush...Hush, Sweet Charlotte) jako Jewel Mayhew

### Seriale telewizyjne
- 1954: Kraft Television Theatre
- 1954: Danger
- 1954: The Philco Television Playhouse
- 1954: The Best of Broadway jako Margaret Lord
- 1954-1958: Studio One jako Harriet Brand / Ruth Sparling
- 1955: Kraft Television Theatre
- 1955: Producers’ Showcase jako Nancy Blake
- 1955: The Elgin Hour jako Madge Draper
- 1955: Front Row Center jako Millicent Jordan
- 1955–1957: Climax! jako Clarissa Bowman / Martha / Ethel Allen / Pani Harris
- 1955-1960: The United States Steel Hour jako Lydia Chalmers / Isabelle Lagarde / Pani Wickens
- 1956: Studio 57 jako Julia Kean
- 1956: Star Stage jako Pielęgniarka
- 1956: Playwrights '56 jako Georgina
- 1956: Robert Montgomery Presents jako Norma Desmond
- 1956–1957: Lux Video Theatre jako Mildred Le Brun
- 1957: Zane Grey Theater jako Sarah Simmons
- 1957−1960: Playhouse 90 jako Eileen Bavister / Helen May Whitfield / Virginia Jackson / Mattie / Sylvia
- 1958-1959: Alfred Hitchcock przedstawia (Alfred Hitchcock Presents) jako Grace Dolan / Pani Fenimore
- 1959: General Electric Theater jako Bea Hicks
- 1960: Thriller jako Rose French
- 1961: Rawhide jako Emma Cardwell
- 1962: Checkmate jako Esther Brack
- 1962–1963: Doktor Kildare (Dr. Kildare jako Ciocia Frances / Martha Lantzinge
- 1963: The Defenders jako Flora Goode
- 1963: Prawo Burke's (Burke's Law) jako Florence Roberts
- 1963: Ben Casey jako Dama Clorissa Rose Genet

## Nagrody
- Nagroda Akademii Filmowej Najlepsza aktorka drugoplanowa: 1941 Wielkie kłamstwo